# Trieste (cruzador)
O Trieste foi um cruzador pesado operado pela Marinha Real Italiana e a segunda e última embarcação da Classe Trento, depois do Trento. Sua construção começou em junho de 1925 na Stabilimento Tecnico Triestino e foi lançado ao mar em outubro de 1926, sendo comissionado na frota italiana em dezembro de 1928. Era armado com uma bateria principal composta por oito canhões de 203 milímetros montados em quatro torres de artilharia duplas, tinha um deslocamento carregado de mais de treze mil toneladas e conseguia alcançar uma velocidade máxima de 31 nós.
O cruzador muitas vezes atuou como a capitânia da Divisão de Cruzadores no decorrer da década de 1930. Ele realizou alguns viagens diplomáticas durante o período pré-guerra, incluindo uma pelo Mar Mediterrâneo em 1929 e uma para a Líbia em 1937, escoltando o ditador Benito Mussolini nesta última. A embarcação ajudou a transportar tropas voluntárias para a intervenção italiana na Guerra Civil Espanhola no final de 1938. O navio, durante esse período, também participou de vários exercícios de treinamentos e revistas oficiais da frota, além de receber dignitários estrangeiros.
Na Segunda Guerra Mundial, o Trieste  participou da Batalha do Cabo Spartivento em novembro de 1940 e da Batalha do Cabo Matapão em março de 1941 além de operações de escolta de comboios para o Norte da África. Durante uma destas operações, em novembro de 1941, foi torpedeado por um submarino britânico. O cruzador foi afundado em abril de 1943 em La Maddalena por um ataque aéreo norte-americano. Foi reflutuado em 1950 e a Armada Espanhola comprou seu casco 1952 para convertê-lo em porta-aviões, porém isto não foi feito e ele foi desmontado em 1959.

## Características

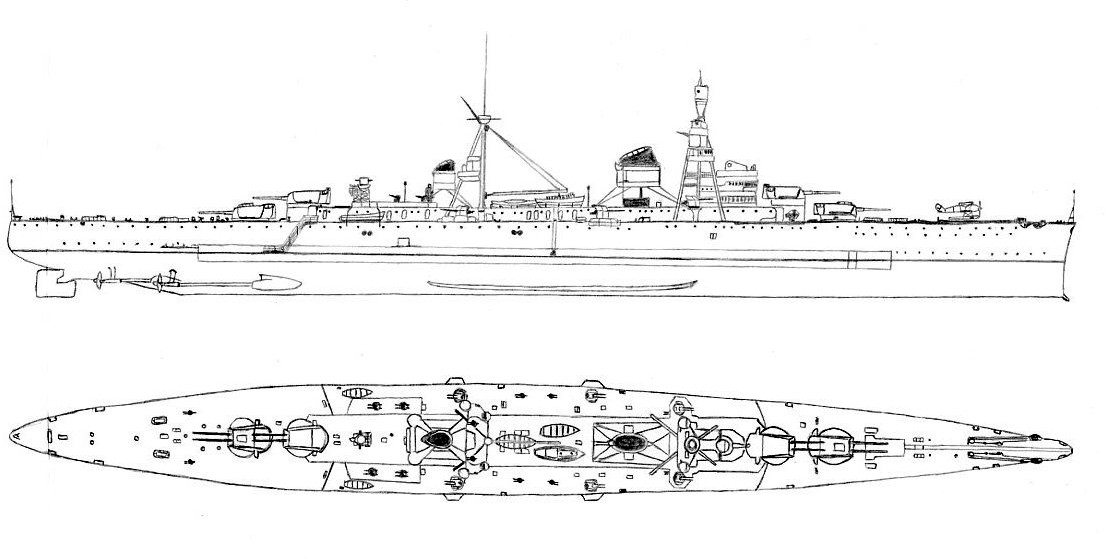
Desenho da Classe Trento

O Trieste tinha 196,96 metros de comprimento de fora a fora, uma boca de 20,6 metros e uma calado de 6,8 metros. Seu deslocamento carregado era de 13 548 toneladas, nominalmente dentro do limite de dez mil toneladas do Tratado Naval de Washington. Seu sistema de propulsão era composto por quatro turbinas a vapor Parsons alimentadas por doze caldeiras Yarrow a óleo combustível. Seus motores produziam 150 mil cavalos-vapor (110 mil quilowatts) de potência para uma velocidade prática de 31 nós (57 quilômetros por hora). Podia carregar até 2,2 mil toneladas de óleo combustível, o que proporcionava uma autonomia de 4 160 milhas náuticas (7,7 mil quilômetros) a dezesseis nós (trinta quilômetros por hora). Sua tripulação era composta por 723 oficiais e marinheiros, mas chegava a 781 em tempos de guerra.
A bateria principal do Trieste consistia em oito canhões Ansaldo Modello 1924 calibre 50 de 203 milímetros. Estes eram montados em quatro torres de artilharia duplas, duas na dianteira da superestrutura e as outras duas atrás, em ambos os casos com uma torre sobreposta a outra. Sua bateria secundária e antiaérea tinha dezesseis canhões O.T.O. Modello 1924 calibre 47 de 100 milímetros em montagens duplas, quatro canhões Vickers-Terni calibre 39 de 40 milímetros em montagens únicas e quatro metralhadoras de 12,7 milímetros. Além disso, ele também carregava oito tubos de torpedo de 533 milímetros em quatro lançadores duplos, dois de cada lado. O cinturão principal tinha setenta milímetros de espessura à meia-nau com anteparas de quarenta a sessenta milímetros nas extremidades. O convés blindado fechava a cidadela blindada e tinha cinquenta milímetros de espessura na parte central e vinte milímetros nas extremidades. As torres de artilharia principais tinham placas de cem milímetros na frente, enquanto as barbetas tinham entre sessenta e setenta milímetros. A torre de comando tinha placas laterais de cem milímetros.

## História

### Tempos de paz

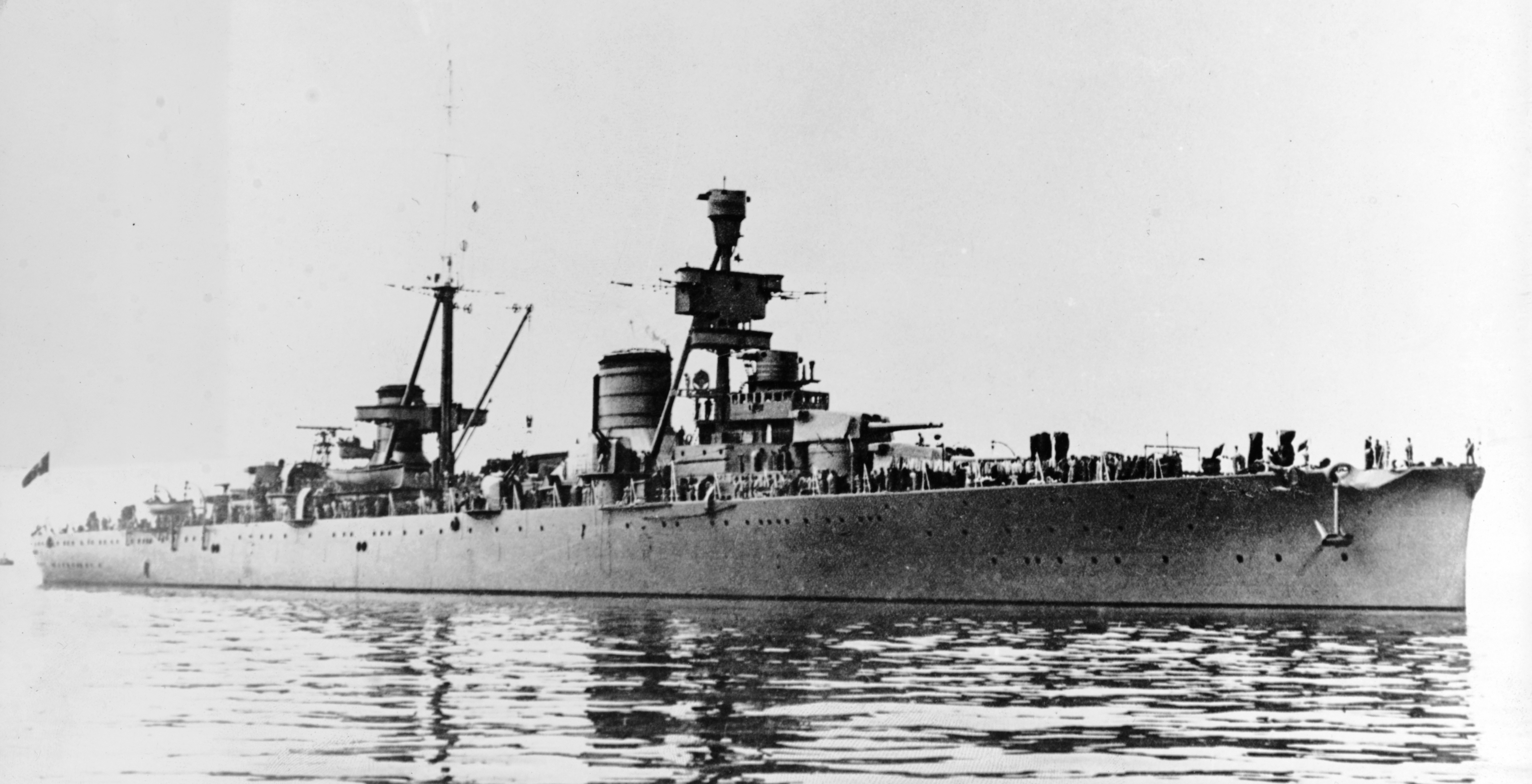
O Trieste c. 1928–31

O batimento de quilha do Trieste ocorreu em 22 de junho de 1925 nos estaleiros da Stabilimento Tecnico Triestino em sua cidade homônima. O casco completo foi lançado ao mar em 26 de outubro de 1926, um ano antes de seu irmão Trento. Os trabalhos de equipagem foram realizados e o navio foi comissionado na frota italiana em 21 de dezembro de 1928. Ele juntou-se ao Trento na recém criada Divisão de Cruzadores em 16 de maio de 1929 para um cruzeiro pelo norte do Mar Mediterrâneo que durou até 4 de junho. O Trieste se tornou a capitânia da 1ª Esquadra em 1º de outubro. Ele foi para uma doca seca em La Spezia em meados de 1931 para que seu mastro em tripé fosse modificado; uma versão mais firme com cinco suportes foi instalada a fim de reduzir a vibração no diretório de controle de disparo. O Trieste, o Trento e os quatro membros da Classe Zara participaram em 6 e 7 de julho de 1933 de uma revista naval no Golfo de Nápoles em homenagem ao ditador Benito Mussolini. O Trieste, o Trento e o cruzador pesado Bolzano formaram em 2 de dezembro a 2ª Divisão da 1ª Esquadra. A unidade foi renomeada para 3ª Divisão em julho de 1934.
O Trieste substituiu o Trento temporariamente como a capitânia da divisão em 18 de junho de 1935. Mussolini fez uma viagem para a Líbia entre 10 e 12 de março de 1937, com o Trieste atuando como uma das escoltas. O navio participou de mais uma revista naval em 7 de junho, desta vez em homenagem ao general-marechal de campo alemão Werner von Blomberg. A embarcação se tornou a capitânia da 2ª Esquadra em 15 de fevereiro de 1938. Outra revista naval foi realizada em 5 de maio, agora em homenagem ao ditador alemão Adolf Hitler. O Trieste deixou Messina em 12 de outubro junto com a 10ª Esquadra de Contratorpedeiros, seguindo para Cádis, na Espanha. Eles encontraram quatro navios mercantes italianos no dia 15 e embarcaram dez mil membros do Corpo de Tropas Voluntárias, que tinha sido enviado para apoiar a facção nacionalista durante a Guerra Civil Espanhola. O comboio deixou Cádis no dia seguinte e chegaram de volta em Nápoles em 20 de outubro. O Trieste esteve presente em outra revista naval em 17 de maio de 1939, esta em homenagem ao príncipe Paulo da Iugoslávia. O cruzador juntou-se ao resto da frota em Livorno entre 5 e 19 de junho para as celebrações do primeiro Dia da Marinha em 10 de junho. Ele passou por uma grande reforma de outubro a dezembro,  que incluiu modificações em seu armamento e instalação de coberturas nas chaminés.

### Segunda Guerra

#### Primeiras ações

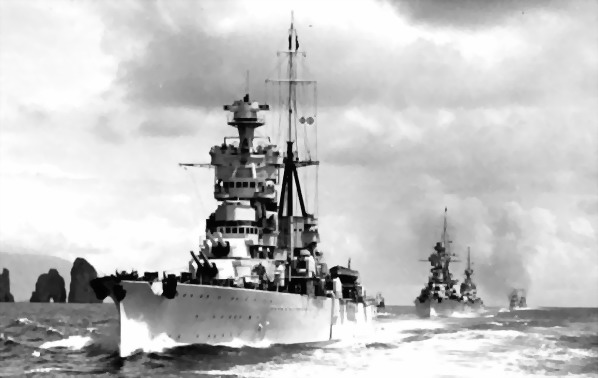
O Trento, Trieste e os cruzadores da Classe Zara em linha de batalha

A Itália declarou guerra contra França e Reino Unido em 10 de junho de 1940, aliando-se com a Alemanha na Segunda Guerra Mundial. O cruzador pesado Pola substituiu o Trieste como a capitânia da esquadra, porém este por sua vez se tornou a capitânia da 3ª Divisão, que também incluía o Trento e o Bolzano. Os três se juntaram à 6ª Divisão no dia seguinte para uma patrulha no Estreito da Sicília. se juntaram à 6ª Divisão no dia seguinte para uma patrulha no Estreito da Sicília, onde estabeleceram um campo minado. A 3ª Divisão escoltou um comboio para a Líbia em 8 de julho junto com os couraçados da 1ª Divisão, porém os navios italianos encontraram embarcações britânicas protegendo um comboio próprio enquanto retornavam no dia seguinte. Na resultante Batalha da Calábria, o Trieste enfrentou cruzadores britânicos e foi muito atacado por aeronaves, mas escapou sem danos. Outro comboio para a Líbia ocorreu em 30 de julho, desta vez sem incidentes. A 3ª Divisão partiu em 31 de agosto para tentar interceptar um comboio britânico para Malta, porém encerraram a operação sem encontrarem o inimigo e retornaram para casa no dia 2 de setembro.
Contratorpedeiros e canhoneiras italianos enfrentaram dois cruzadores britânicos na manhã de 12 de outubro na Batalha do Cabo Passero; o Artigliere acabou seriamente danificado no confronto. O Trieste, Trento e Bolzano receberam ordens às 8h00min para partirem e ajudarem os navios italianos, porém isso foi muito tarde para salvar o Artigliere, que foi afundado uma hora depois. Aeronaves britânicas atacaram os cruzadores italianos durante a volta, porém sem sucesso. O Trieste foi para Tarento e esteve presente na noite de 11 para 12 de novembro, quando os britânicos realizaram um grande ataque aéreo, porém conseguiu escapar ileso.
O Trieste partiu em 26 de novembro com a frota em uma nova tentativa de interceptar um comboio para Malta. Um hidroavião de reconhecimento do Bolzano localizou uma esquadra britânica na manhã seguinte. O almirante de esquadra Inigo Campioni foi informado pouco depois do meio-dia, por meio de relatórios de reconhecimento, sobre a força da frota britânica e ele deu ordens para que os italianos não enfrentassem os inimigos. Entretanto, nesse momento o Trieste e os outros cruzadores pesados já tinham começado a atacar suas contrapartes britânicas na Batalha do Cabo Spartivento, já tendo possivelmente acertado pelo menos um disparo no cruzador pesado HMS Berwick. O cruzador de batalha HMS Renown interveio para proteger os cruzadores britânicos e rapidamente quase acertou o Trieste duas vezes, danificando-o levemente. Campioni foi forçado a colocar o couraçado Vittorio Veneto na batalha. Isto, por sua vez, fez os britânicos recuarem, permitindo que ambos os lados encerrassem o confronto.

#### Cabo Matapão

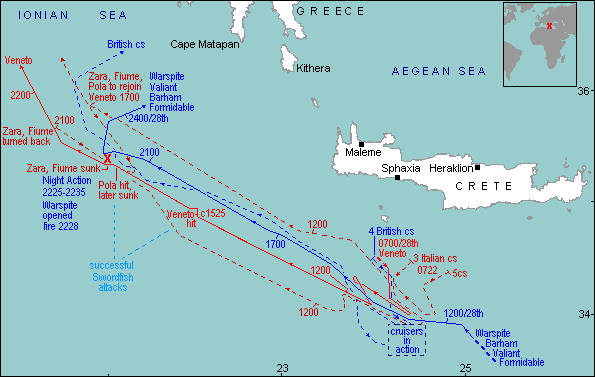
Mapa dos movimentos italianos e britânicos na Batalha do Cabo Matapão

A 3ª Divisão escoltou um comboio para o Norte da África entre 12 e 13 de março de 1941. Em 27 de março, a divisão partiu com a frota para uma grande varredura em direção da ilha de Creta, com o Trieste atuando como a capitânia do almirante de divisão Luigi Sansonetti. Um hidroavião de reconhecimento do Vittorio Veneto localizou uma esquadra britânica de cruzadores às 6h55min do dia 28, com o Trieste e o resto da 3ª Divisão fazendo contato visual às 7h55min. Os italianos abriram fogo dezessete minutos depois a uma distância de 22 quilômetros, iniciando a primeira fase da Batalha do Cabo Matapão. O Trieste disparou 132 projéteis perfurantes, porém problemas com seu telêmetro e a longa distância impediram que ele acertasse algum alvo.
O almirante de esquadra Angelo Iachino, o comandante da frota italiana, instruiu Sansonetti às 8h55min a terminar a ação e virar para noroeste, a fim de atrair as embarcações britânicas até o alcance do Vittorio Veneto. O couraçado aproximou-se o bastante para abrir fogo às 11h00min, fazendo com que Sansonetti virasse seus três cruzadores para voltarem para a luta. Os cruzadores britânicos tinham canhões de apenas 152 milímetros, inferior aos cruzadores italianos e ao Vittorio Veneto, assim rapidamente mudaram seu rumo. Um grupo de torpedeiros britânicos vindo de Creta chegou na área enquanto os dois lados manobravam e atacaram a 3ª Divisão pouco depois meio-dia, porém sem sucesso. Mais ataques de aeronaves do porta-aviões HMS Formidable convenceram Iachino a recuar às 12h20min.
O Vittorio Veneto e o Pola foram torpedeados por aeronaves britânicas do Formidable mais tarde no mesmo dia, deixando o cruzador imobilizado. O Trieste, Trento e Bolzano também foram atacados por aviões, mas conseguiram escapar ilesos. O Trieste chegou em Tarento junto com o danificado Vittorio Veneto às 15h30min do dia seguinte. Nesse meio tempo, o Pola e seus irmãos Zara e Fiume foram afundados em um confronto noturno contra couraçados britânicos na madrugada dos dias 28 para 29.

#### Escoltas

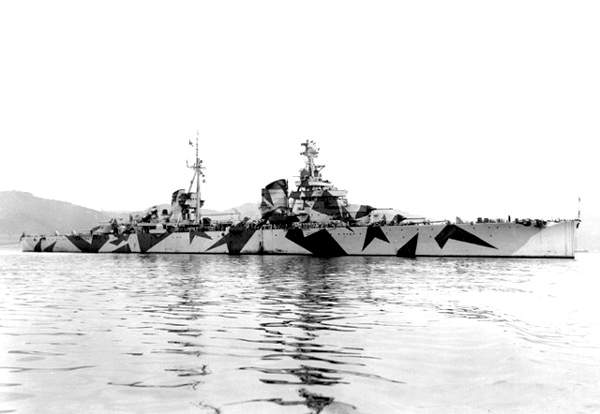
O Trieste c. 1941–43

O Trieste e o Bolzano escoltaram um comboio para o Norte da África entre 24 e 30 de abril. Uma combinação de mares bravios e a presença de navios britânicos forçou o comboio a se refugiar em Palermo, Messina e Augusta antes de poderem realizar a travessia para Trípoli. Os dois cruzadores deram cobertura para outro comboio um mês depois, enquanto no retorno juntaram-se a mais um comboio, desta vez indo para a Itália. Mais um comboio ocorreu em 8 e 9 de junho, desta vez com os contratorpedeiros Corazziere, Ascari e Lanciere. O Trieste mais o cruzador pesado Gorizia e a 12ª Esquadra de Contratorpedeiros deram cobertura para quatro transatlânticos convertidos em navios de tropas em 25 de junho; ataques aéreos britânicos forçaram o retorno da formação para Tarento. Uma nova tentativa ocorreu no dia 27, desta vez conseguindo chegar em Trípoli em 29 de junho. Mais ataques aéreos ocorreram no dia seguinte enquanto as embarcações estavam descarregando, porém a tarefa foi completada e eles voltaram para Tarento em 1º de julho.
O Trieste, Bolzano, Ascari, Corazziere e o contratorpedeiro Carabiniere deram cobertura para um comboio para Trípoli de 16 a 20 de julho. O Trieste partiu em 22 de agosto com outros elementos da frota italiana para tentar localizar a Força H britânica, porém retornaram quatro dias depois sem terem encontrado o inimigo. Os britânicos enviaram no final de setembro mais um comboio para Malta e os italianos partiram no dia 26 para tentarem interceptá-lo, porém a operação foi cancelada assim que descobriram a força da frota de escolta. O Trieste e o Trento atuaram como cobertura de outro comboio entre 8 e 9 de novembro. Este foi atacado por navios britânicos na manhã do dia 9, porém os dois cruzadores italianos não conseguiram intervir e o comboio foi destruído.
Mais uma escolta de comboio para a Líbia ocorreu em 21 de novembro na companhia do cruzador rápido Luigi di Savoia Duca degli Abruzzi. O comboio foi atacado naquela tarde por submarinos e aeronaves britânicas; o Trieste foi torpedeado pelo submarino HMS Utmost às 23h12min, enquanto um torpedeiro acertou o Luigi di Savoia Duca degli Abruzzi pouco depois. Os dois navios danificados foram escoltados de volta para Messina pelo cruzador rápido Giuseppe Garibaldi e pelo contratorpedeiro Bersagliere, chegando por volta das 8h00min do dia seguinte. Reparos foram realizados no decorrer dos meses seguintes e o Trieste juntou-se ao Gorizia e ao Bolzano, os três cruzadores pesados italianos sobreviventes, na reorganizada 3ª Divisão. As embarcações partiram em 21 de agosto de 1942 junto com outros navios para tentarem interceptar um comboio britânico, porém a ação foi cancelada e eles recuaram. No caminho de volta, o Bolzano e o cruzador rápido Muzio Attendolo foram torpedeado pelo submarino HMS Unbroken.

#### Destino
O Trieste estava ancorado em La Maddalena em 10 de abril de 1943 quando foi atacado por bombardeiros Consolidated B-24 Liberator norte-americanos. Ele foi atingido várias vezes às 13h45min e emborcou para estibordo às 16h13min, afundando em água rasa. Sessenta e seis homens morreram: três oficiais, oito suboficiais e 55 marinheiros. Houve também 66 feridos: oito suboficiais e 58 marinheiros. O navio permaneceu no registro naval até 18 de outubro de 1946, quando foi formalmente removido. Operações de salvamento começaram apenas em 1950, primeiro com a remoção de sua superestrutura. O casco foi deixado estanque e reflutuado ainda emborcado, sendo em seguida rebocado para La Spezia. Ele foi endireitado no local e inspecionado; os trabalhadores do estaleiro descobriram que óleo combustível tinha vazado para as salas de máquinas e preservado os maquinários. A Armada Espanhola comprou o casco e o rebocou em 1952 para Cartagena e depois Ferrol com a intenção de convertê-lo em um porta-aviões rápido. Entretanto, os custos do projeto seriam muito elevados e assim os espanhóis venderam o casco como sucata em 1956 e ele foi desmontado três anos depois.